# Emporium (Rome)
Pour les articles homonymes, voir Emporium.
L'Emporium est le port fluvial antique de la ville de Rome, constitué de quais et d'entrepôts (horrea), situé entre l'Aventin et le Monte Testaccio, colline artificielle formée par l'amoncellement d'amphores à huile importées principalement d'Espagne.
Le nom commun emporium (du grec ἐμπόριον, emporion) désigne une place de commerce maritime ou fluviale du monde antique. Il est souvent devenu le nom propre (voir « Empúries ») de ces ports ou places commerciales.

## Historique

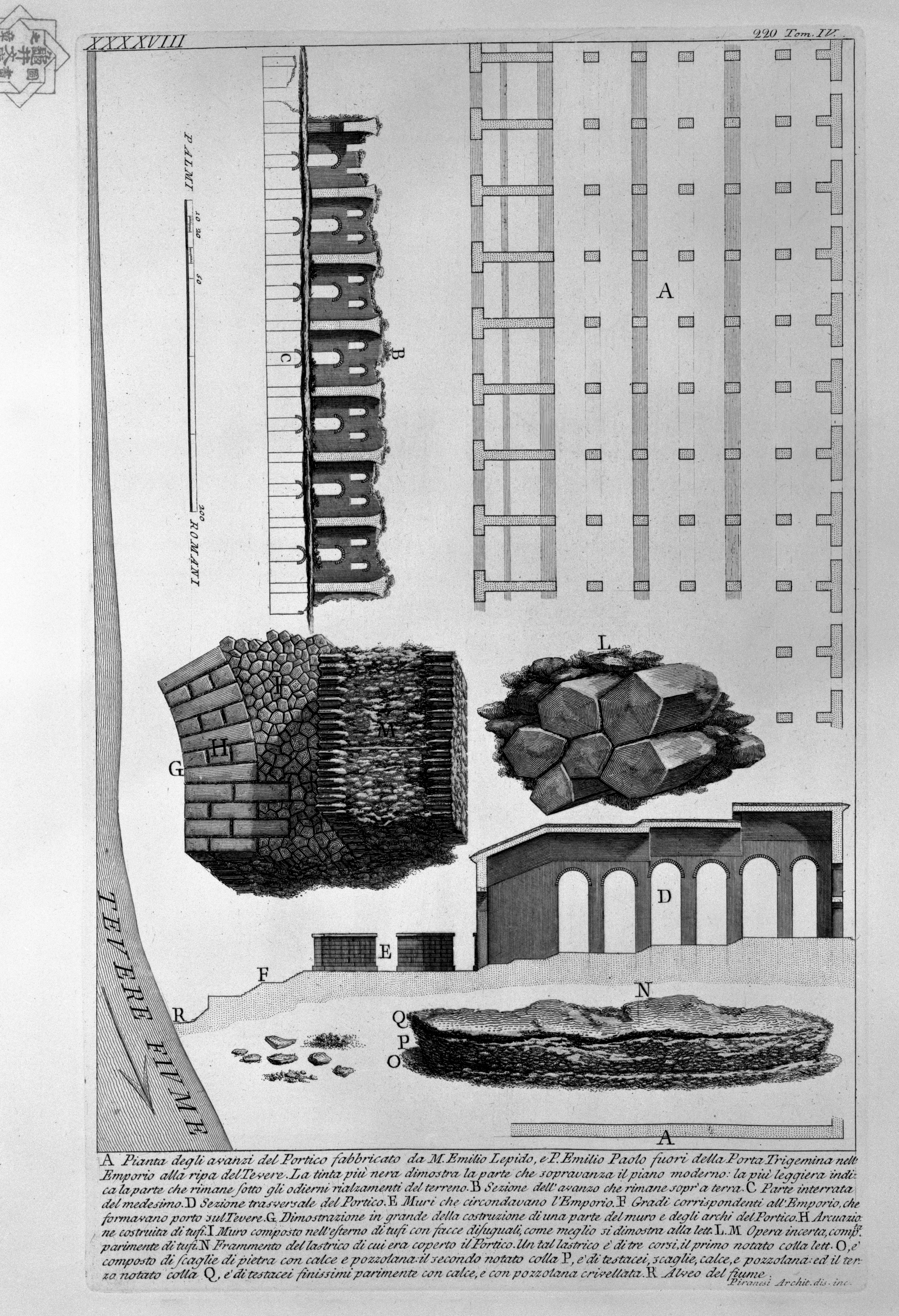
Porticus Aemilia, gravure par Piranèse, 1756

Au début du IIe siècle av. J.-C., l'essor économique et démographique avait rendu tout à fait insuffisant l'ancien port fluvial du Forum Boarium, qui ne pouvait s'étendre en raison de la proximité des collines. Aussi les édiles Marcus Aemilius Lepidus et Lucius Aemilius Paullus Macedonicus décidèrent-ils en -193 de construire un nouveau port le long du Tibre, sur une zone libre au sud de l'Aventin. À cette occasion fut également bâti l'immense entrepôt, dit portique Æmilius, « porticus Aemilia », édifice de 487 m de long, représenté avec grande précision sur le plan de marbre sévérien,. 
En -174 l'Emporium fut dallé de pierres et divisé par des barrières pourvues d'escaliers vers le Tibre. Là avait lieu le débarquement des marchandises et des matières premières (surtout le marbre, le granite, le vin, l'huile), qui arrivaient du port d'Ostie, le long du Tibre, sur des chalands remorqués par des bœufs. Au cours des siècles, les fragments d'amphores qui contenaient les aliments liquides furent entassés, formant peu à peu le Monte Testaccio, qui existe encore. Le nombre d'amphores empilées est estimé à environ 25 millions. 
À l'époque de Trajan, les bâtiments du port furent reconstruits en opus mixtum, tandis que les plaines du Testaccio se remplissaient progressivement de magasins, notamment avec l'instauration de l'annone et ses distributions gratuites de céréales et autres denrées alimentaires à la population urbaine, dès l'époque des Gracques (horrea Sempronia, Galbana, Lolliana, Seiana, Aniciana).

## Fouilles et vestiges archéologiques
Le port a été fouillé en 1868-1870 durant les travaux de canalisation du Tibre, et de nouveau en 1952. Il s'étendait sur une longueur d'un kilomètre, au sud de la porte Trigémine (porta Trigemina ou Minucia). Aujourd'hui, certaines parties sont visibles, noyées dans la paroi le long du Tibre, sur une longueur de 500 mètres, avec des marches et des rampes d'accès, et des blocs de travertin percés pour l'amarrage des chalands, rappelant ceux du port romain d'Aquilée. Ces vestiges appartiennent à l'époque de Trajan. 
Dans le quartier du Testaccio émergent les vestiges de plusieurs magasins, et aussi le tombeau du consul Servius Sulpicius Galba, une des plus anciennes tombes individuelles existantes.